# Гібсон-Сіті (Іллінойс)
Гібсон-Сіті (англ. Gibson City) — місто (англ. city) в США, в окрузі Форд штату Іллінойс. Населення — 3475 осіб (2020).

## Географія
Гібсон-Сіті розташований за координатами 40°28′1″ пн. ш. 88°22′44″ зх. д. / 40.46694° пн. ш. 88.37889° зх. д. (40.466816, -88.378873).  За даними Бюро перепису населення США в 2010 році місто мало площу 6,08 км², з яких 6,01 км² — суходіл та 0,07 км² — водойми.

## Демографія
Згідно з переписом 2010 року, у місті мешкало 3407 осіб у 1470 домогосподарствах у складі 891 родини. Густота населення становила 560 осіб/км².  Було 1581 помешкання (260/км²).
Расовий склад населення:
| - 97,3 % — білих - 0,6 % — чорних або афроамериканців - 0,4 % — азіатів - 0,1 % — корінних американців |

До двох чи більше рас належало 1,4 %. Частка іспаномовних становила 1,4 % від усіх жителів.
За віковим діапазоном населення розподілялося таким чином: 24,1 % — особи молодші 18 років, 55,4 % — особи у віці 18—64 років, 20,5 % — особи у віці 65 років та старші. Медіана віку мешканця становила 41,5 року. На 100 осіб жіночої статі у місті припадало 90,5 чоловіків;  на 100 жінок у віці від 18 років та старших — 82,9 чоловіків також старших 18 років.
Середній дохід на одне домашнє господарство  становив 58 417 доларів США (медіана — 41 450), а середній дохід на одну сім'ю — 67 710 доларів (медіана — 58 125). Медіана доходів становила 48 850 доларів для чоловіків та 37 537 доларів для жінок. За межею бідності перебувало 18,3 % осіб, у тому числі 33,1 % дітей у віці до 18 років та 8,3 % осіб у віці 65 років та старших.
Цивільне працевлаштоване населення становило 1518 осіб. Основні галузі зайнятості: освіта, охорона здоров'я та соціальна допомога — 34,2 %, виробництво — 14,7 %, роздрібна торгівля — 11,5 %.

## Персоналії
- Френсіс Мак-Дорманд (* 23 червня 1957) — американська акторка театру і кіно.